# Stepukî, Lohvîțea
Stepukî (în ucraineană Степуки) este un sat în comuna Svîrîdivka din raionul Lohvîțea, regiunea Poltava, Ucraina.

## Demografie
Componența lingvistică a localității Stepukî
     Ucraineană (100%)
Conform recensământului din 2001, toată populația localității Stepukî era vorbitoare de ucraineană (100%).